# Chiesa della Madonna delle Grazie (Isola della Scala)
La chiesa della Madonna delle Grazie, conosciuta anche come santuario della Bastia, è la chiesa sussidiaria della parrocchia di Santo Stefano Protomartire in Isola della Scala, comune della provincia di Verona e nel territorio della diocesi di Verona; fa parte del Vicariato di Isola della Scala-Nogara, precisamente dell'Unità Pastorale Isola della Scala.

## Storia
La chiesa, non lontana dall’abitato di Isola della Scala, si trova dove la depressione in cui originariamente scorreva in origine il Tartaro si unisce a quella del Piganzo. In questo luogo, prima che il Tartaro fosse spostato nell’attuale posizione, si trovava il ‘’castrum’’ e, successivamente, nel Quattrocento dai veneziani fu eretta una bastita (da cui deriva il toponimo odierno, “della Bastia”), un fortilizio protetto da palizzate lignee, luogo di rifugio per la popolazione del posto in caso di pericolo.
Dell’attuale luogo di culto sappiamo l’anno di costruzione in quanto inciso in un supporto lapideo collocato sulla sinistra del portale in facciata. Fu eretto nel 1126 ad opera o per decisione di Chebizo Wariento et Anno. Due di questi nomi, riconoscibili come costruttori o reggenti della comunità isolana, sono leggibili anche nell’iscrizione posta alla base del campanile della parrocchiale.
Il fatto che l’anno sia di poco successivo al terremoto del 1117 ha fatto ipotizzare che la chiesa sia stata ricostruita dopo il sisma. Non vi è alcun documento a testimoniare questa possibilità, seppure una tradizione riportata nelle visite pastorali tra Seicento e Settecento la dichiara come prima chiesa plebana di Isola della Scala. Nella realtà questo si scontra con l’esistenza accertata della chiesa di Santo Stefano già nell’XI secolo.

A favore dell’esistenza di una chiesa precedente vi sono i bassorilievi in facciata, di derivazione longobarda o carolingia, ipotizzando così una costruzione risalente tra l’VIII e il IX secolo.  
Il castello, proprietà dei Conti da Palazzo, signori di Isola della Scala fino al XIII secolo, fu distrutto dagli Scaligeri. Nell successiva dominazione veneziana, nel Quattrocento, la chiesa fu radicalmente modificata, arrivando così all’aspetto odierno.
Nel Cinquecento il cappellano che officiava la chiesa era eletto dalla famiglia veronese dei Panteo, proprietari di terreni vicino all’edificio. Nei pressi dello stesso sorgeva anche un ospedale per pellegrini e un convento.
Dalle visite pastorali risulta anche come la primitiva intitolazione, Santa Maria del Castello, fosse stata modificata in favore dei Santi Simone e Giuda, seppur questa non si affermò definitivamente.
Nel XVIII secolo furono aperte le due finestre rettangolari in facciata.

## Descrizione

### Esterno
Originariamente la chiesa aveva una facciata a salienti, rivolta a ovest, con la navata centrale più alta di quelle laterali, con archetti pensili in tufo e l’ingresso protetto da un protiro pensile, tipico dell’architettura romanica veronese, simile a quello murato sul lato sinistro.
Con l’abbassamento della navata centrale e l’innalzamento delle navate laterali, la facciata oggi risulta a capanna e in stile romanico. Al Quattrocento risale il rosone aperto in asse rispetto al portale d’ingresso, coevo, di gusto rinascimentale, con arco a tutto sesto e ornamenti a candelabre. Ai lati due finestre rettangolari, aperte nel Settecento.
Il fianco destro dell’edificio risulta completamente rifatto, con materiali riutilizzati, mentre il lato sinistro presenta parte del tessuto murario originale, nonché tracce di un’entrata laterale con protiro pensile. Anche l’abside risulta ben conservata, con alternanza di filari di mattoni di altezza maggiori con altri più sottili

### Interno
La chiesa in origine aveva tre navate. Con il rinnovamento quattrocentesco l’interno divenne un’unica ampia aula rettangolare, coperta dalla struttura lignea delle capriate a vista poggianti su mensole in pietra. Il pavimento è in pianelle quadrate in cotto collocate a corsi obliqui, mentre al centro dell’aula vi è una lastra tombale in nembro rosato.
A introdurre la luce naturale nella chiesa, oltre alle finestre in facciata, abbiamo quelle laterali, rettangolari, una per parete, nei pressi del presbiterio.
Nei pressi dell’ingresso vi è un’acquasantiera in marmo rosso con l’iscrizione RAINERIUS SINDICUS ET MASSARIUS FECIT FIERI DE MCCCXII.
Nel XX secolo furono riportati alla luce gli affreschi delle pareti laterali, nascosti da varie intonacature delle stesse e restaurati nel 2012. Trattasi di pitture votive, quasi tutte rappresentanti la Vergine Maria col Bambino Gesù, databili tra il Cinquecento e il Seicento. In particolare una presenta l’anno 1507 e il nome del committente; esse dimostrano l’importanza dell’edificio come centro di devozione mariana.
Sulla parete sinistra vi è un altare ligneo della Madonna con nicchia, oggi vuota, ricavata in una tela dove sono raffigurati San Gerolamo in atto penitenziale e Santo Stefano.
Sul lato opposto vi è un altare con mensa lignea e dossale disegnato sulla parete, denominato del Crocifisso per la presenza della pala raffigurante il Crocifisso fra angeli, la Madonna e Giovanni, mentre, in basso, abbiamo i Santi Lorenzo, Carlo Borromeo e Antonio Abate.
Sulle pareti laterali, nei pressi del presbiterio e all’interno di esso, sono collocati degli stalli lignei di un coro.
Il presbiterio, innalzato di un gradino rispetto all’aula, è chiuso da un’abside a base quadrata. In esso, in seguito all’adeguamento liturgico avvenuto tra il 1965 e il 1975, vi è la mensa con il paliotto dell’antico altare maggiore ligneo, collocata in posizione avanzata verso l’assemblea.
Nell’abside si trova l’altare maggiore, addossato alla parete di fondo. A struttura di tempietto, con tre celle divise da colonne scanalate e dorate, presenta una serie di panelli intagliati e dipinti nel basamento, raffiguranti scene della vita di Gesù: la Natività, l’Adorazione dei Magi e la Circoncisione di Gesù. Nella trabeazione troviamo altri tre pannelli: quello centrale presenta la colomba dello Spirito Santo, mentre i laterali hanno allegorie sacre. Sul timpano vi è un Padre Eterno circondato da cherubini.
.
Datato agli anni Trenta del Cinquecento, è stato messo in relazione al polittico ligneo della chiesa dei Santi Giovanni e Marziale in Breonio, opera della bottega di Antonio Badile. Ospitava tre statue lignee, rispettivamente una Madonna con Bambino al centro e ai lati i Santi Simone e Giuda, tutte rubate nel 1980. Nello spazio centrale fu poi posta la Madonna con Bambino sulle ginocchia, in gesso (o terracotta), policroma e dorata, oggetto di antica devozione, posta sull’altare laterale sinistro. Sopravvissuta ad un tentativo di furto, restaurata nel 2008, è di epoca più tarda rispetto all’altare, anche se l’impianto compositivo è quello delle Madonne lignee di Giovanni Zebellana e di Antonio Badile.

## Campanile e campane
A Rainerius, sindaco e massaro di Isola della Scala, che commissionò l’acquasantiera oggi nella chiesa, va attribuita anche l’erezione o il completamento del campanile, posizionato sul lato sinistro, nei pressi dell’ingresso laterale.
Negli anni Cinquanta del XX secolo fu demolita la torre precedente per costruire il nuovo campanile, sempre sullo stesso lato, ma addossato al lato nord dell’abside. A pianta quadrata, ha un fusto in blocchetti di laterizio, mentre la cella campanaria ha quattro finestre a tutto sesto. Essa è sovrastata da quattro pinnacoli agli angoli rispetto alla copertura a pigna in laterizio. Sui vertici dei pinnacoli e della pigna si trovano cinque croci in ferro.
Il concerto campanario presente oggi sulla torre è composto da 5 campane in DO4, montate alla veronese ed elettrificate. Questi i dati del concerto:
1 – DO4 – diametro 720 mm - peso 228 kg - Fusa nel 1993 da Capanni di Castelnovo ne' Monti (RE)
2 – RE4 – diametro 637 mm - peso 145 kg - Fusa nel 1993 da Capanni di Castelnovo ne' Monti (RE)
3 – MI4 – diametro 568 mm – peso 105 kg - Fusa nel 1993 da Capanni di Castelnovo ne' Monti (RE)
4 – FA4 – diametro 540 mm - peso 85 kg - Fusa nel 1993 da Capanni di Castelnovo ne' Monti (RE)
5 – SOL4 – diametro 478 mm - peso 62 kg - Fusa nel 1993 da Capanni di Castelnovo ne' Monti (RE).